# Gran Premio de Malasia de Motociclismo de 1992
El Gran Premio de Malasia de Motociclismo de 1992 fue la tercera prueba de la temporada 1992 del Campeonato Mundial de Motociclismo. El Gran Premio se disputó el 19 de abril de 1992 en el Circuito de Shah Alam.

## Resultados 500cc
La carrera fue recortada de 34 a 17 vueltas debido a la lluvia. Se dio una segunda salida con el Gran Premio acortado a 30 vueltas y la victoria se otorgó por la suma de tiempos de las dos series. Tercera victoria consecutiva de las tres carreras celebradas de la temporada para el australiano Michael Doohan, que precedió al estadounidense Wayne Rainey y al español Álex Crivillé. El resultado de este último representó el primer podio de la historia en la categoría reina para un piloto español.
| Pos.     | Piloto               | Equipo        | Tiempo    | Pts. |
| -------- | -------------------- | ------------- | --------- | ---- |
| 1        | Michael Doohan       | Honda         | 45.45.608 | 20   |
| 2        | Wayne Rainey         | Yamaha        | 45.56.041 | 15   |
| 3        | Àlex Crivillé        | Honda         | 45.59.915 | 12   |
| 4        | Juan Garriga         | Yamaha        | 46.13.301 | 10   |
| 5        | Doug Chandler        | Suzuki        | 46.17.037 | 8    |
| 6        | Daryl Beattie        | Honda         | 46.17.887 | 6    |
| 7        | Randy Mamola         | Yamaha        | 46.49.105 | 4    |
| 8        | Peter Goddard        | ROC Yamaha    | 47.48.232 | 3    |
| 9        | Corrado Catalano     | ROC Yamaha    | 47.52.518 | 2    |
| 10       | Eddie Laycock        | Yamaha        | 47.57.540 | 1    |
| 11       | Kevin Mitchell       | Harris Yamaha | 48.12.945 |      |
| 12       | Cees Doorakkers      | Harris Yamaha | 48.16.901 |      |
| 13       | Toshiyuki Arakaki    | ROC Yamaha    | 1 Vuelta  |      |
| 14       | Michael Rudroff      | Harris Yamaha | 1 Vuelta  |      |
| 15       | Serge David          | ROC Yamaha    | 2 Vueltas |      |
| 16       | Nicholas Schmassmann | ROC Yamaha    | 2 Vueltas |      |
| Ret      | Miguel Duhamel       | Yamaha        | Ret       |      |
| Ret      | Thierry Crine        | ROC Yamaha    | Ret       |      |
| Ret      | Niall Mackenzie      | Yamaha        | Ret       |      |
| Ret      | Alex Barros          | Cagiva        | Ret       |      |
| Ret      | Eddie Lawson         | Cagiva        | Ret       |      |
| Ret      | Marco Papa           | Librenti      | Ret       |      |
| Ret      | Peter Graves         | Harris Yamaha | Ret       |      |
| Ret      | Josef Doppler        | ROC Yamaha    | Ret       |      |
| Ret      | Simon Buckmaster     | Harris Yamaha | Ret       |      |
| DNS      | Dominique Sarron     | ROC Yamaha    | DNS       |      |
| Sources: |                      |               |           |      |

## Resultados 250cc
Como en la categoría reina,  un solo piloto copa las tres victorias de la temporada. En este caso, se trata del italiano Luca Cadalora que, entró por delante del español Alberto Puig y del también italiano Pierfrancesco Chili.
| Pos. | Piloto                    | Moto    | Tiempo    | Pts. |
| ---- | ------------------------- | ------- | --------- | ---- |
| 1    | Luca Cadalora             | Honda   | 47.49.876 | 20   |
| 2    | Alberto Puig              | Aprilia | 47.54.582 | 15   |
| 3    | Pierfrancesco Chili       | Aprilia | 47.54.826 | 12   |
| 4    | Carlos Cardús             | Honda   | 48.02.660 | 10   |
| 5    | Jochen Schmid             | Yamaha  | 48.11.998 | 8    |
| 6    | Doriano Romboni           | Honda   | 48.16.632 | 6    |
| 7    | Wilco Zeelenberg          | Suzuki  | 48.18.591 | 4    |
| 8    | Masahiro Shimizu          | Honda   | 48.19.086 | 3    |
| 9    | Loris Capirossi           | Honda   | 48.21.580 | 2    |
| 10   | Paolo Casoli              | Yamaha  | 48.21.750 | 1    |
| 11   | Andreas Preining          | Aprilia | 48.31.310 |      |
| 12   | Patrick van den Goorbergh | Aprilia | 48.49.510 |      |
| 13   | Jurgen van den Goorbergh  | Aprilia | 48.55.745 |      |
| 14   | Herri Torrontegui         | Suzuki  | 49.01.439 |      |
| 15   | Stefan Prein              | Honda   | 49.02.374 |      |
| 16   | Katsuyoshi Kozono         | Honda   | 1 Vuelta  |      |
| 17   | Adi Stadler               | Honda   | 1 Vuelta  |      |
| 18   | Harald Eckl               | Aprilia | 2 Vueltas |      |
| 19   | Eskil Suter               | Aprilia | 2 Vueltas |      |
| 20   | Luis d'Antin              | Honda   | 3 Vueltas |      |
| Ret  | Erkka Korpiaho            | Aprilia | Ret       |      |
| Ret  | Helmut Bradl              | Honda   | Ret       |      |
| Ret  | Max Biaggi                | Aprilia | Ret       |      |
| Ret  | Jean-Philippe Ruggia      | Gilera  | Ret       |      |
| Ret  | Carlos Lavado             | Gilera  | Ret       |      |
| Ret  | Meng Heng Kuan            | Yamaha  | Ret       |      |
| Ret  | Frédéric Protat           | Aprilia | Ret       |      |
| Ret  | Bernard Cazade            | Honda   | Ret       |      |
| Ret  | Adrian Bosshard           | Honda   | Ret       |      |
| Ret  | Yves Briguet              | Honda   | Ret       |      |
| Ret  | Jean Pierre Jeandat       | Honda   | Ret       |      |
| Ret  | Bernard Haenggeli         | Aprilia | Ret       |      |
| Ret  | Bernd Kassner             | Aprilia | Ret       |      |
| Ret  | Loris Reggiani            | Aprilia | Ret       |      |
| Ret  | Stefano Caracchi          | Yamaha  | Ret       |      |
| DNS  | Renzo Colleoni            | Yamaha  | DNS       |      |

## Resultados 125cc
Después de las victorias en los dos primeros Grandes Premios de la temporada, el alemán Ralf Waldmann acabó en tercera posición por detrás de los italianos Alessandro Gramigni y Bruno Casanova.
| Pos. | Piloto               | Moto      | Tiempo    | Pts. |
| ---- | -------------------- | --------- | --------- | ---- |
| 1    | Alessandro Gramigni  | Aprilia   | 45.45.290 | 20   |
| 2    | Bruno Casanova       | Aprilia   | 45.45.442 | 15   |
| 3    | Ralf Waldmann        | Honda     | 45.45.523 | 12   |
| 4    | Jorge Martínez Aspar | Honda     | 45.47.704 | 10   |
| 5    | Dirk Raudies         | Honda     | 45.51.536 | 8    |
| 6    | Kazuto Sakata        | Honda     | 45.56.950 | 6    |
| 7    | Gabriele Debbia      | Honda     | 46.00.301 | 4    |
| 8    | Fausto Gresini       | Honda     | 46.09.058 | 3    |
| 9    | Hans Spaan           | Aprilia   | 46.14.098 | 2    |
| 10   | Heinz Lüthi          | Honda     | 46.21.088 | 1    |
| 11   | Noboru Ueda          | Honda     | 46.23.104 |      |
| 12   | Takao Shimizu        | Honda     | 46.24.913 |      |
| 13   | Maurizio Vitali      | Gazzaniga | 46.25.115 |      |
| 14   | Peter Galvin         | Honda     | 46.25.286 |      |
| 15   | Oliver Koch          | Honda     | 46.39.200 |      |
| 16   | Julián Miralles      | Honda     | 46.45.074 |      |
| 17   | Arie Molenaar        | Aprilia   | 46.48.496 |      |
| 18   | Ezio Gianola         | Honda     | 46.55.043 |      |
| 19   | Giovanni Palmieri    | Gazzaniga | 47.09.407 |      |
| 20   | Hisashi Unemoto      | Honda     | 47.09.603 |      |
| 21   | Steve Patrickson     | Honda     | 47.18.102 |      |
| Ret  | Carlos Giró          | Aprilia   | Ret       |      |
| Ret  | Nobuyuki Wakai       | Honda     | Ret       |      |
| Ret  | Loek Bodelier        | Honda     | Ret       |      |
| Ret  | Robin Appleyard      | Honda     | Ret       |      |
| Ret  | Alain Bronec         | Honda     | Ret       |      |
| Ret  | Garry McCoy          | Rotax     | Ret       |      |
| Ret  | Kin'ya Wada          | Honda     | Ret       |      |
| Ret  | Emilio Cuppini       | Aprilia   | Ret       |      |
| Ret  | Hubert Abold         | Honda     | Ret       |      |
| Ret  | Oliver Petrucciani   | Honda     | Ret       |      |
| Ret  | Alfred Waibel        | Honda     | Ret       |      |
| Ret  | Maik Stief           | Aprilia   | Ret       |      |